# Rainer Grübel

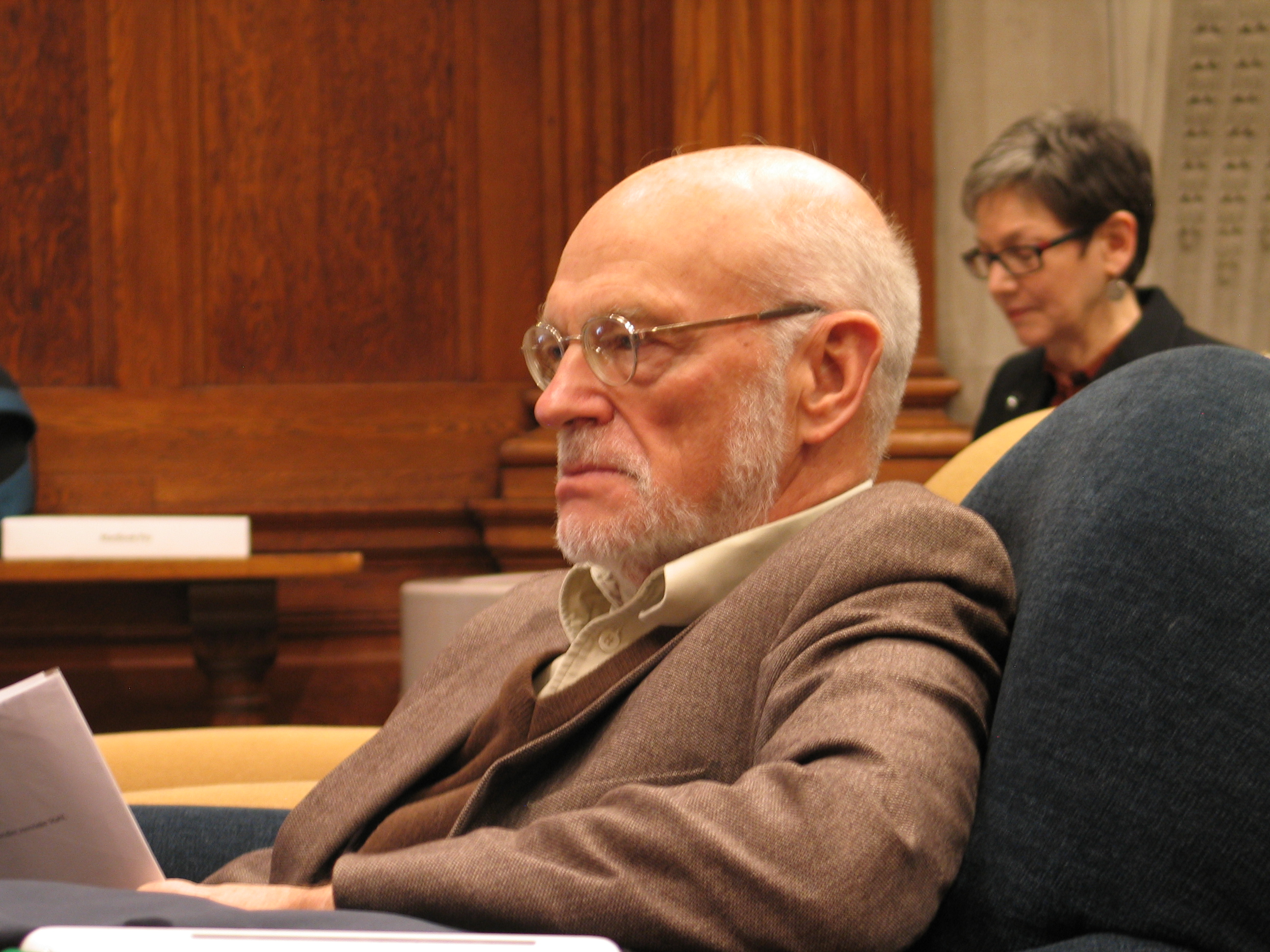

Rainer Georg Grübel (* 1942 in Leipzig) ist ein deutscher Slawist und Literaturwissenschaftler.

## Leben
Grübel studierte Slawistik, Germanistik und Philosophie an den Universitäten Göttingen, Frankfurt und Leningrad. 1976 wurde er mit einer Dissertation über den russischen Konstruktivismus an der Georg-August-Universität Göttingen promoviert. Nach Tätigkeiten als wissenschaftlicher Mitarbeiter an der Universität Utrecht und Professuren in Oldenburg, Utrecht und Leiden war er von 1986 bis zu seiner Emeritierung Professor für Slawistik an der Universität Oldenburg. Neben seiner Forschung wirkte er als Herausgeber und Übersetzer wichtiger Arbeiten der russischen Literatur- und Kulturtheorie von Juri Lotman und Michail Bachtin. Er veröffentlichte eine Monographie und eine zweibändige Biographie über Wassili Rosanow.

## Schriften

### Als Autor
- Russischer Konstruktivismus. Künstlerische Konzeptionen, literarische Theorie und kultureller Kontext. Wiesbaden 1981 (=Opera Slavica NF 1)
- Sirenen und Kometen. Axiologie und Geschichte der literarischen Motive Haarstern und Wasserfrau in slavischen und anderen europäischen Literaturen. (=Slavische Texte und Abhandlungen; 10) Frankfurt (M.) 1995 usw.
- Der Wandel im Autorbild der russischen Moderne. Oldenburg 2000 (= Bibliotheksgesellschaft Oldenburg. Vorträge, Reden, Berichte Nr. 30)
- Literaturaxiologie. Zur Theorie und Geschichte des ästhetischen Wertes in slavischen Literaturen. Wiesbaden 2001 (=Opera slavica NF 40)
- mit R. Grüttemeier, H. Lethen: Orientierung Literaturwissenschaft. Was sie kann, was sie soll. (= rowohlts enzyklopädie; 55606) Reinbek 2001
- mit A. Bogusławski, S. Grubitzsch und G. Hentschel: Reflexionen über die Definierbarkeit des Wissens: Beiträge zur Ehrenpromotion von Andrzej Bogusławski. Oldenburg 2001 (= Oldenburger Universitätsreden)
- An den Grenzen der Moderne. Das Denken und Schreiben Vasilij Rozanovs. München 2003
- mit R. Grüttemeier, H. Lethen: BA-Studium Literaturwissenschaft. Ein Lehrbuch. (= rowohlts enzyklopädie; 55667) Reinbek 2005
- Wassili Rosanow. Ein russisches Leben vom Zarenreich bis zur Oktoberrevolution. Aschendorff Verlag, Münster 2019 (2 Bände)

### Als Herausgeber
- Jurij M. Lotman, Die Struktur des künstlerischen Textes. Herausgegeben mit einem Nachwort und einem Register von Rainer Grübel. Aus dem Russischen von R. Grübel, W. Kroll und H.-E. Seidel (=edition suhrkamp; 582) Frankfurt a. M. 1973 (Nachwort S. 452–459)
- Jurij M. Lotman, Die Analyse des poetischen Textes. Herausgegeben, eingeleitet und übersetzt von Rainer Grübel (=Scriptor Taschenbücher S 38) Kronberg 1975 (Einleitung S. I–X)
- Michail M. Bachtin, Die Ästhetik des Wortes. Herausgegeben und eingeleitet von Rainer Grübel. Aus dem Russischen von Rainer Grübel und Sabine Reese (=edition suhrkamp 1976) Frankfurt a. M. 1979
- mit G. Erler, K. Mänicke-Gyöngyösi, P. Scherber: Von der Revolution zum Schriftstellerkongreß. Entwicklungsstrukturen und Funktionsbestimmungen der russischen Literatur und Kultur 1917–1934. Wiesbaden 1979 (=Veröffentlichungen des Osteuropainstituts der Freien Universität Berlin)
- Russische Erzählung. Russian Short Story. Russkij Rasskaz. Utrechter Symposium zur Theorie und Geschichte der russischen Erzählung im 19. und 20. Jahrhundert. Amsterdam 1984 (=Studies of Slavic Literature and Poetics 6) (Einleitung S. IX–XVIII)
- mit Th. D’Haen / H. Lethen: Convention and Innovation in Literature. Amsterdam 1989 (=UPAL 24) (Introduction S. VII–XXII)
- Russische Literatur an der Wende vom 19. zum 20. Jahrhundert. Oldenburger Kolloquium. Amsterdam 1993 (Einleitung S. III–IX)
- mit P. Burke, A. Labrie: De veerkracht van de geestesweetenschappen. Groningen 1995
- mit Georgij Odinokov: Russkaja literatura i religija. Novosibirsk 1996 (=Filologičeskie iskanija, vol. I)
- Vladimir Biti, Literatur- und Kulturtheorie. Ein Handbuch gegenwärtiger Begriffe. Reinbek. Deutschsprachige Redaktion Ljiljana Šarić und Wiebke Wittschen unter Leitung von Rainer Grübel. Hamburg 2001
- mit Gun-Britt Kohler: Gabe und Opfer in der russischen Literatur und Kultur der Moderne. Oldenburg 2006 (= Studia Slavica Oldenburgensia 14)
- Michail Geršenzon. Seine Korrespondenzen und sein Spätwerk als Fokus russischer Hochmoderne und russischer Revolution. Oldenburg 2007 (= Studia Slavica Oldenburgensia 15)
- mit Gun-Britt Kohler und Hans-Henning Hahn: Habsburg und die Slavia. Frankfurt am Main 2008
- mit Edward Kowalski, Ulrich Schmid: Michail M. Bachtin, Autor und Held in der ästhetischen Tätigkeit. Frankfurt am Main 2008
- Wassili Rosanow, Dostojewskis Legende vom Großinquisitor. Oldenburg 2009
- mit Sylvia Sasse und Renate Lachmann: Michail Bachtin, Sprechgattungen. Reihe: Batterien Bd. NF 028, Matthes und Seitz, Berlin 2017.[2]